# Pfarrkirche Kranichberg

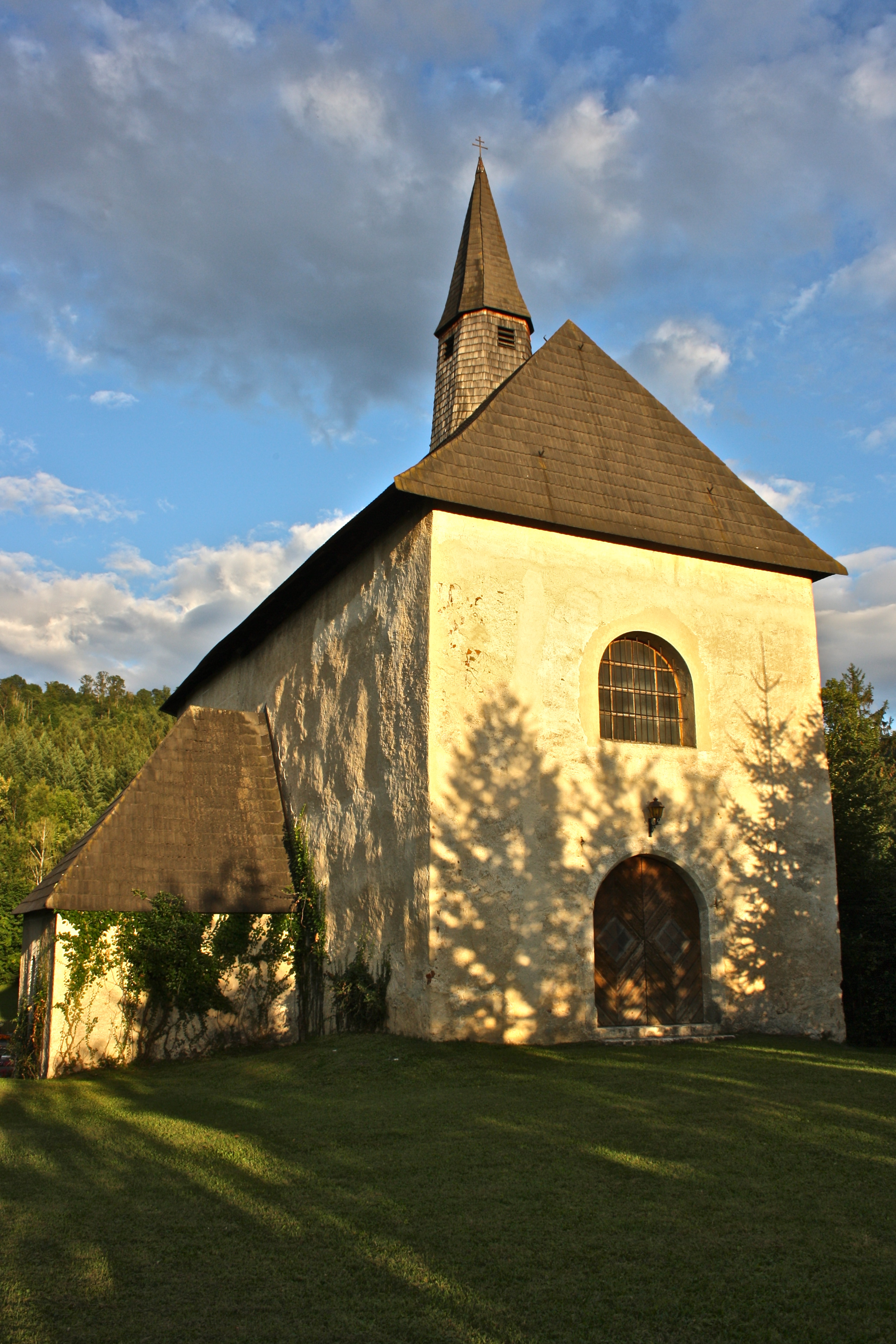
Katholische Pfarrkirche Hll. Philipp und Christophorus in Kranichberg

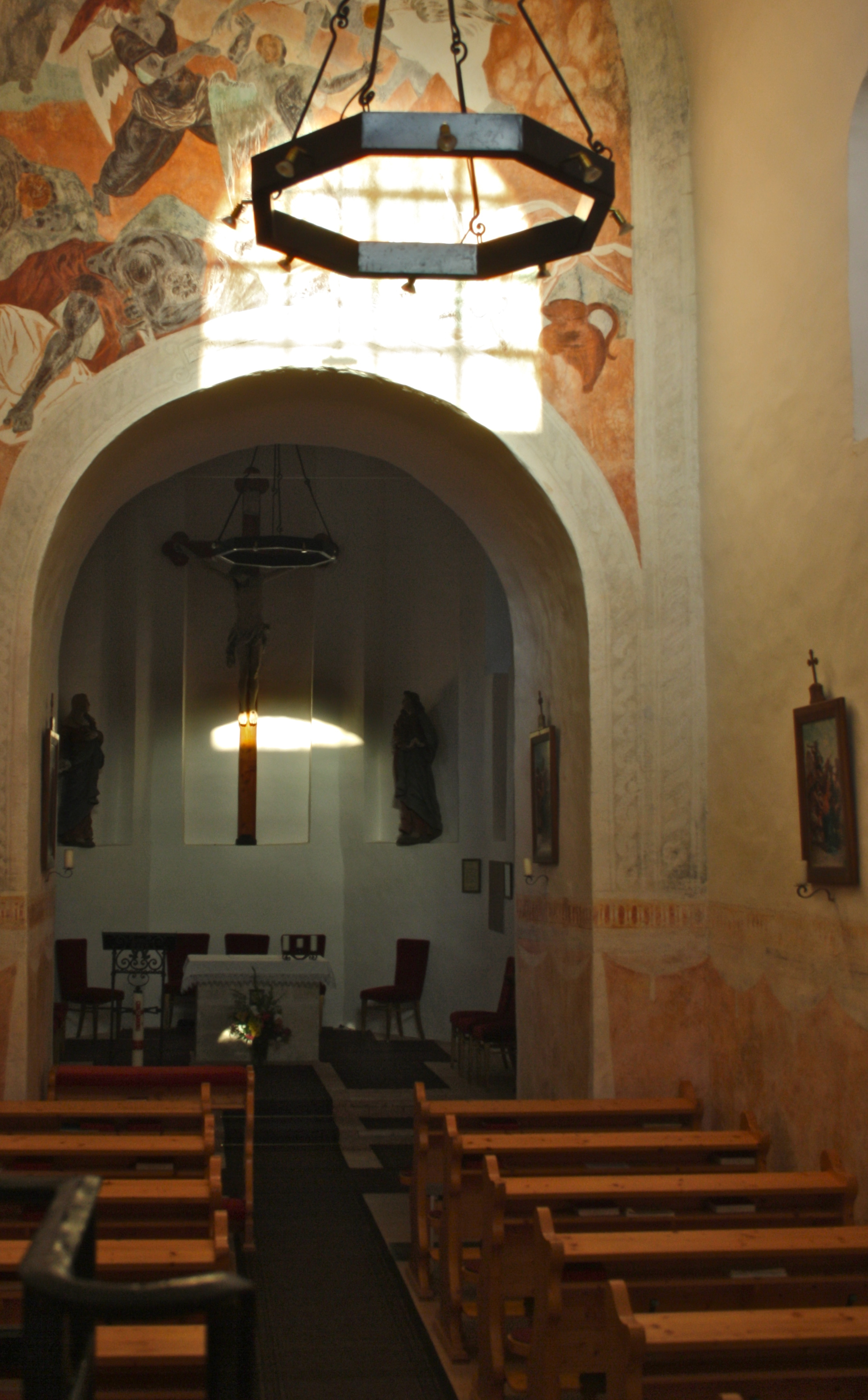
Im Langhaus zum Chor

Die Filialkirche Kranichberg (bis 2023 Pfarrkirche) steht abseits auf einem nach drei Seiten steil abfallenden Sporn in Kranichberg in der Marktgemeinde Kirchberg am Wechsel im Bezirk Neunkirchen in Niederösterreich. Das Patrozinium der römisch-katholischen Filialkirche ist den Heiligen Philipp und Christophorus geweiht, sie gehört zum Dekanat Gloggnitz im Vikariat Unter dem Wienerwald der Erzdiözese Wien. Die Kirche steht unter Denkmalschutz (Listeneintrag).

## Geschichte
Urkundlich wurde 1784 die Pfarre gegründet. Von 1994 bis 1997 war eine Restaurierung. Am 1. Mai 2023 wurde die Pfarre (nicht jedoch die ehemalige Pfarrkirche als solche) Kranichberg aufgehoben. Die Aufhebung betraf nicht die Kapelle St. Ursula im Schloss Kranichberg als ehemalige Pfarrkirche, diese behielt ihre Rechtspersönlichkeit. Diese Kapelle ist seither (nach Kirchenrecht) eine (Filial-)Kirche der Pfarre Gloggnitz mit eigener Rechtspersönlichkeit und eine Kirche der Teilgemeinde Kranichberg, ihre Benützung für Gottesdienste beruht (nach staatlichem Recht) auf einer Dienstbarkeit, die im Grundbuch eingetragen ist und von der bisherigen juristischen Person ausgeübt wird. Die Kirche Kranichberg (St. Philipp und St. Christoph) wurde mit Wirkung vom 1. Mai 2023 eine Filialkirche ohne eigene Rechtspersönlichkeit der römisch-katholischen Pfarre Gloggnitz.

## Architektur
Das romanische Langhaus war davor wohl ein Festes Haus, im 12. Jahrhundert entstand mit dem Anbau des gotischen Chores mit einem polygonalen Schluss eine Kirche. Die Kirche trägt einen kleinen Dachreiter.